# Australian Army
L'Esercito Australiano (Australian Army) è una delle Forze armate australiane assieme alla Regia marina militare e alla Regia aeronautica militare australiane.
Sebbene il Capo di stato maggiore dell'Esercito (Chef of Army) sia subordinato al Capo di stato maggiore della Difesa (Chief of Defence), egli risponde anche del suo operato al Ministro della Difesa australiano.
I soldati australiani, lungo la storia di questa forza armata, sono stati coinvolti in molti conflitti di minore o maggiore entità, quasi sempre fuori dai confini nazionali. Solo durante la seconda guerra mondiale l'Australia è stata attaccata direttamente.
La missione dell'Esercito australiano è di rendere sicura l'Australia e il suo popolo con un esercito potente, versatile e moderno. Di conseguenza, la pubblicazione riguardante la dottrina chiave dell'esercito, The Fundamentals of Land Warfare (Fondamentali sulla guerra terrestre), afferma che "la missione dell'esercito è di vincere le battaglie terrestri".

## Storia
Nel 1788 fu costituita la prima colonia penale inglese in territorio australiano a Botany Bay, e le autorità britanniche ebbero subito chiaro che non sarebbe stato possibile controllare il vasto territorio con le forze regolari del British Army ivi presenti. Si trattava di 247 Royal Marines inviati dal 1º, 2º e 4º reggimento, e nel 1790 fu costituita la prima milizia coloniale denominata New South Wales Corp. I miliziani erano dediti al contrabbando di rum, e furono coinvolti in diversi ammutinamenti tra cui quello del 1808-1810 passato alle cronache come "Rum rebellion", che portò allo scioglimento del corpo. Con i soldati veterani del British Army e dei Royal Marines, verso la fine del 1810 fu costituito il Royal New South Wales Veteran Corps, che grazie alla provenienza dei militari in servizio si dimostrò subito affidabile. Nel 1830 il corpo fu coinvolto nella repressione della rivolta scoppiata a Bathurst, e nel 1854 di quella scoppiata a Ballarat. In seguito allo scoppio della guerra di Crimea, nel 1855 alcune unità inglesi vennero richiamate in Patria, e allora fu costituito il 1st Regiment of South Wales Rifles, composto da uno squadrone di cavalleria, sei compagnie di fanteria e una batteria d'artiglieria campale.
I reparti che prestavano servizio in territorio australiano furono coinvolti in conflitti contro gli aborigeni già a partire dal 1788, in una guerriglia discontinua che durò fino al 1870, con altri scontri verso la fine del XIX secolo e tra il 1928 e il 1934. I reparti della milizia vennero impiegati anche in Nuova Zelanda nelle guerre contro i Maori (1863-1872), in Sudan contro le forze mahdiste (1885) e in Sudafrica contro i Boeri (1899-1902).

Il 1 gennaio 1901 fu costituito ufficialmente il Commonwealth Australiano, e ciò porto alle creazione di un esercito e di una marina permanenti, dotati di autonomia anche se all'interno delle forze imperiali britanniche. Dei 28 923 militari passati in forza all'esercito australiano, solo 1 457 erano soldati di professione, mentre la grande maggioranza erano volontari e miliziani territoriali. Il Defence Act del 1903 portò alla creazione delle Citizen Military Forces (CMF).

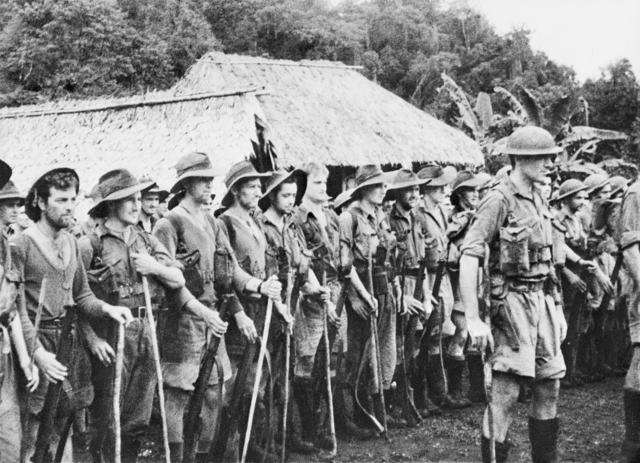
Soldati del 39º Battaglione australiano nel settembre 1942

Durante la prima guerra mondiale (1914-1918) vennero mobilitati 322 000 effettivi, corrispondenti al 13% della popolazione maschile, e si registrò un caduto su cinque. Nel corso della seconda guerra mondiale (1939-1945) vennero mobilitati 724 000 effettivi. Dopo la smobilitazione, tra il 1946 e il 1948 l'Australian Army venne riorganizzato in due distinte forze, l'Australian Regular Army e la Citizen Military Forces dotata di diverse brigate e reggimenti posti in posizione quadro.

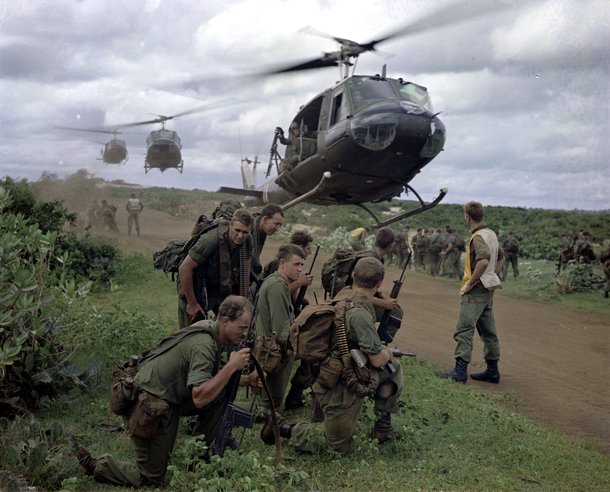
Soldati australiani in Vietnam il 26 agosto 1967

Dopo la partecipazione alla guerra di Corea (1950-1953), l'impegno maggiore avvenne durante la guerra del Vietnam (1962-1973), con l'invio dapprima di un piccolo gruppo di consiglieri, che crebbe tra il 1965 e il 1973 con l'impiego di circa 61 000 uomini, di cui 50 000 dell'esercito, e gli altri appartenenti alla marina e all'aviazione. Si registrarono 521 caduti, 6 dispersi e 3 000 feriti.
In seguito militari australiani parteciparono alla guerra in Afghanistan (2001 - 2021), guerra in Iraq (2003 - 2011). Tuttavia, sin dal 1947 fu coinvolto in molte missioni di pace, solitamente su mandato delle Nazioni Unite. La più importante tra queste ebbe inizio nel 1999, a Timor Est. Altre operazioni di questo genere furono svolte nella regione autonoma di Bougainville e nelle Isole Salomone, ancora nel ventunesimo secolo in corso. L'esercito fu coinvolto anche in missioni umanitarie dopo il terremoto e maremoto dell'Oceano Indiano del 2004 nella provincia di Aceh, in Indonesia e nell'area coinvolta dall'operazione australiana Sumatra Assist ("assistenza a Sumatra"), conclusasi il 24 marzo 2005.

### Operazioni recenti e ancora in corso
Dal 2010, l'esercito australiano impiega un numero significativo di forze in tre principali operazioni:
- Operazione Slipper – missione australiana nell'ambito della guerra al terrorismo. Il contributo principale è concentrato in Afghanistan, consistente in un battaglione di fanteria, dispiegato assieme ad unità di cavalleria, del genio militare e d'artiglieria.

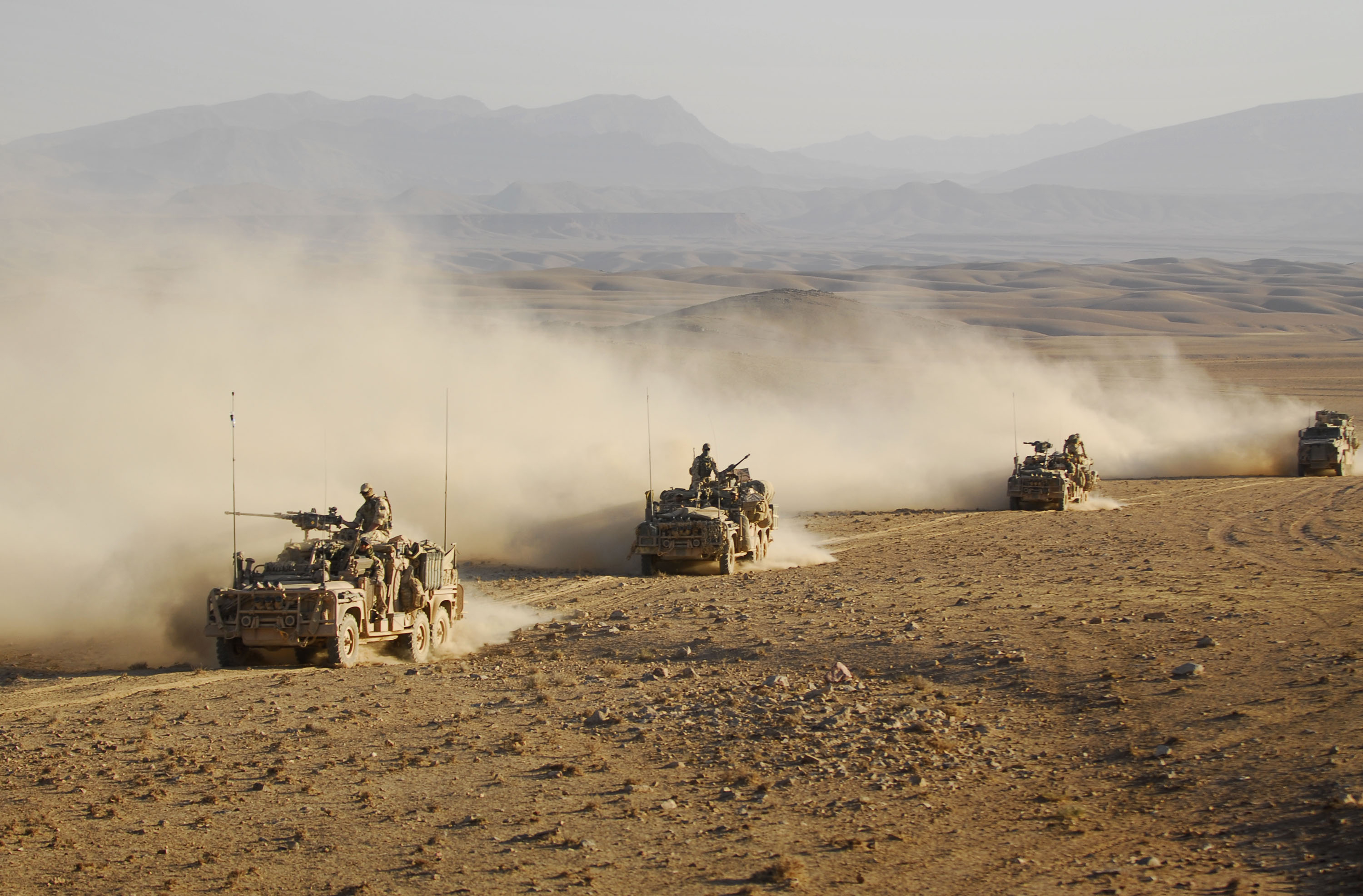
Forze speciali australiane in Afghanistan nel 2009

- Operazione Astute – circa 400 membri delle forze armate australiane e 140 di quelle neozelandesi operanti a Timor Est, in collaborazione con l'ONU e con il governo locale per il mantenimento di pace e stabilità.
- Operazione Anode – missione di assistenza regionale nelle Isole Salomone, dove sono impiegate 160 Task Force combinate. L'esercito australiano contribuisce con 80 - 120 uomini.
- Operazione Mazurka – collaborazione con la Multinational Force and Observers. Dal 1982, l'aviazione australiana dà, a rotazione, un supporto aereo all'operazione. Dal 1994, l'esercito australiano mantiene una presenza fissa con gli altri membri dell'organizzazione. Venticinque uomini dell'esercito, due volte all'anno, in rotazione, vengono impiegato in posizioni logistiche, di comando e in varie operazioni.
- Operazione Paladin – è la più lunga operazione a cui prese parte l'esercito australiano, in corso ancora nel ventunesimo secolo, iniziata nel 1956. L'operazione Paladin è la parte australiana della supervisione delle Nazioni Unite all'attuazione e il mantenimento degli accordi stipulati al termine della prima guerra arabo-israeliana.

## Organizzazione

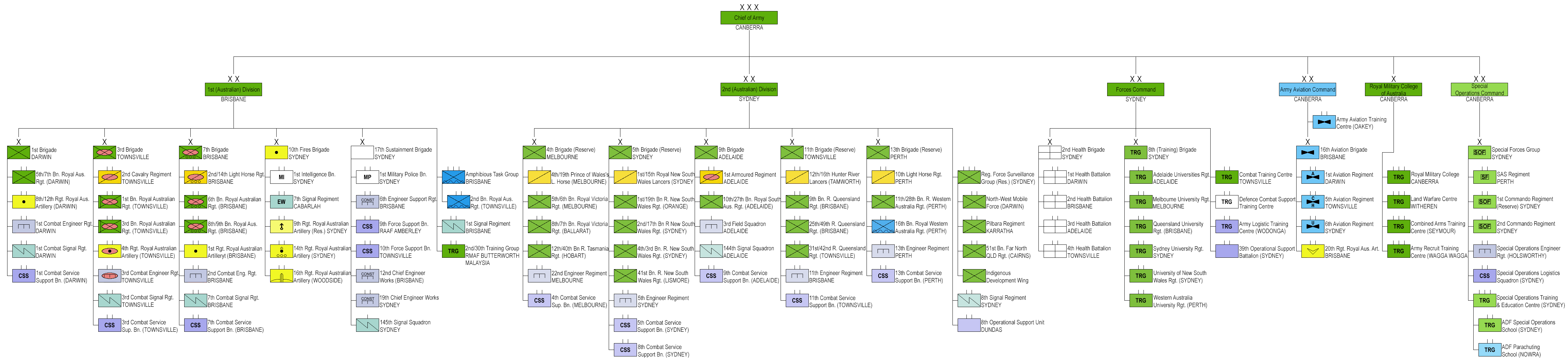
La struttura dell'esercito australiano nel 2025

La 1ª Divisione ha la responsabilità sulla maggior parte delle forze regolari mentre la 2ª Divisione sotto il controllo del Forces Command è la principale difesa territoriale, contenente infatti le unità di riserva. Solamente il quartier generale della 1ª Divisione più essere dispiegato sul campo mentre quello della 2ª Divisione ha solo funzioni amministrative. L'Esercito Australiano non fu dispiegato con una formazione e una dimensione tipiche delle divisioni moderne prima del 1945 e non ci si aspetta che ciò accada in futuro.

### 1ª Divisione
La 1ª Divisione è suddivisa in regolari brigate, a loro volta divise in 11 gruppi:
- 1ª Brigata meccanizzata con base a Darwin
  - 1 Reggimento corazzato (M1A1 Abrams AIM)
  - 1 Reggimento corazzato da ricognizione (Corazzati leggeri)
  - 2 Battaglioni di fanteria meccanizzata (M113AS3/4)
  - 1 Reggimento d'artiglieria media (Obice M777)
  - 1 Squadrone (aereo) da ricognizione (Tiger ARH)
- 3ª Brigata di fanteria leggera con base a Townsville
  - 1 Squadrone corazzato da trasporto personale (veicolo trasporto truppe Bushmaster PMV)
  - 3 Battaglioni di fanteria leggera
  - 1 Reggimento d'artiglieria da campo (M777)
- 7ª Brigata motorizzata con base a Brisbane
  - 1 Reggimento di cavalleria corazzata (corazzati leggeri)
  - 2 Battaglioni di fanteria motorizzata (Bushmaster PMV)
  - 1 Reggimento d'artiglieria da campo (M777)

### Forze Speciali
Il Comando operazioni speciali, a capo delle forze speciali australiane, è un comando equivalente agli altri comandi delle forze di difesa australiane. Le forze speciali australiane compongono un'unità delle dimensioni di una brigata.
- 1 Reggimento SAS (Special Air Service)
- 2 Reggimenti commando
- 1 Reggimento operazioni speciali genieri
- 1 Squadrone d'aviazione (Black Hawk)

### Forces Command

#### 2ª Divisione
La 2ª Divisione è la principale forza difensiva del territorio nazionale e consiste principalmente in forze di riserva, il cui quartier generale si trova a Sydney. La divisione è suddivisa in 6 brigate:
- 4ª Brigata – con base nello stato di Victoria.
- 5ª Brigata – con base nello stato del Nuovo Galles del Sud.
- 8ª Brigata – con base sempre nel Nuovo Galles del Sud.
- 9ª Brigata – con base nell'Australia Meridionale.
- 11ª Brigata – con base nel Queensland.
- 13ª Brigata – con base nell'Australia Occidentale.

### Piano di riorganizzazione
In base ad un piano di riorganizzazione, conosciuto come Plan Beersheba, annunciato nel tardo 2011, la 1ª, la 3ª e la 7ª Brigata saranno rese brigate multi ruolo con il 2º Battaglione (3ª Brigata) come nucleo per una futura forza anfibia simile ai Marines statunitensi.

## Colori, stendardi e stemmi
Le unità di fanteria, e qualche altra unità combattente, dell'esercito australiano portano con sé le bandiere chiamate Queen's Colour ("Colore della Regina") e Regimental Colour ("Colore Regimentale"), conosciuti come i "Colori". Gli stemmi delle unità corazzate sono più piccole mentre l'artiglieria ha i propri. Le unità in riserva non possiedono i Colori perché questi sono bandiere da battaglia, consegnabili solo ad unità combattenti. In sostituzione, le riserve hanno altre bandiere e stendardi. Le varie unità, che siano state premiate con gli "onori di battaglia", possono rappresentare questi onori sui propri simboli, in memoria del passato dell'unità e ai loro caduti. L'artiglieria non riceve onori di battaglia, l'unico che le viene riconosciuto è quello di "ubiqua".
L'esercito è la guardia della bandiera dell'Australia e come tale non può avere una bandiera propria, al contrario per esempio della RAAF. L'esercito tuttavia ha una sua insegna, l'insegna dell'esercito. Nella commemorazione del centenario dell'esercito, il generale Sir William Deane consegnò all'esercito una nuova insegna, durante una parata, di fronte all'Australian War Memorial, il 10 marzo 2001.
L'insegna raffigura lo stemma dell'Australia con le date "1901-2001" color oro sopra lo stemma. L'altra faccia dell'Insegna raffigura il "sole nascente", il distintivo dell'esercito, con a fianco i luoghi dei sette conflitti cui all'epoca aveva preso parte, scritti in colori dorati: Sudafrica, prima guerra mondiale, seconda guerra mondiale, Corea, Malaya-Borneo, Vietnam del Sud e Missioni di Pace. L'Insegna è rifinita con frange d'oro, ha corde e pennacchi color oro e cremisi ed è appesa ad una picca con la cresta tipica britannica.

## Personale

### Effettivi
Nel 2010 - 2011 l'esercito poteva contare su una media di 47 135 uomini: 30 235 permanenti (regolari) e 16 900 riservisti attivi (part-time). Oltre a questi vi erano altri 12 496 membri del personale della Riserva non attiva. L'Esercito regolare nel prossimo futuro dovrà espandere l'organico fino a 31 000 uomini entro il 2014 - 2015.

### Gradi militari
I gradi dell'esercito australiano si basano sui gradi del British Army. I gradi dell'esercito australiano sono i seguenti:
1. Private (PTE) - E2
2. Private Proficient (PTE(P)). Usato anche come equivalente di Private - E3
3. Lance Corporal o Lance Bombardier (LCPL o LBDR) - E4
4. Corporal o Bombardier (CPL o BDR) - E5
5. Sergeant (SGT) - E6
6. Staff Sergeant (SSGT) - E7
7. Warrant Officer Class Two (WO2) - E8
8. Warrant Officer Class One (WO1) - E9
9. Regimental Sergeant Major of the Army (RSM-A) - E10
10. Second Lieutenant (2LT) - O1
11. Lieutenant (LT) - O2
12. Captain (CAPT) - O3
13. Major (MAJ) - O4
14. Lieutenant Colonel (LTCOL) - O5
15. Colonel (COL) - O6
16. Brigadier (BRIG) - O7. Come nel Regno Unito, prima del 1922, l'Australia usava il grado di Brigadier General
17. Major General (MAJGEN) - O8
18. Lieutenant General (LTGEN) - O9
19. General (GEN) - O10
20. Field Marshal (FM) - O11. Questo grado viene generalmente usato solo in tempo di guerra e nelle cerimonie. Sir Thomas Blamey è l'unico ufficiale nato in terra d'Australia promosso a questo grado. Il principe Filippo, duca di Edimburgo, era il più anziano detentore di questo grado ma non possedeva alcun ruolo attivo nella Struttura di Comando australiana.

## Equipaggiamento

### Armi individuali
| Modello                               | Immagine | Tipo                           | Calibro              | Origine           | Note                                                |
| Pistole                               | Pistole  | Pistole                        | Pistole              | Pistole           | Pistole                                             |
| ------------------------------------- | -------- | ------------------------------ | -------------------- | ----------------- | --------------------------------------------------- |
| Browning HP Mark 3                    |          | Pistola semiautomatica         | 9 × 19 mm Parabellum | Belgio            | [ 16 ]                                              |
| Heckler & Koch USP                    |          | Pistola semiautomatica         | 9 × 19 mm Parabellum | Germania          | Utilizzata dalle forze speciali.                    |
| SIG Sauer P320                        |          | Pistola semiautomatica         | 9 × 19 mm Parabellum | Germania Svizzera | Acquistate nel 2022 per sostituire le Browning HP.  |
| Pistole mitragliatrici                |          |                                |                      |                   |                                                     |
| Heckler & Koch MP5                    |          | Pistola mitragliatrice         | 9 × 19 mm Parabellum | Germania          | Utilizzata dalle forze speciali.                    |
| Fucili a canna liscia                 |          |                                |                      |                   |                                                     |
| Remington 870                         |          | Fucile a pompa                 | Calibro 12           | Stati Uniti       | [ 19 ]                                              |
| Benelli M3A1                          |          | Fucile semiautomatico          | Calibro 12           | Italia            | Acquistati nel 2022 per sostituire i Remington 870. |
| Fucili d'assalto                      |          |                                |                      |                   |                                                     |
| F88 Austeyr                           |          | Fucile d'assalto               | 5,56 × 45 mm NATO    | Austria Australia | Steyr AUG prodotto su licenza da Thales Australia.  |
| EF88 Austeyr                          |          | Fucile d'assalto               | 5,56 × 45 mm NATO    | Austria Australia | Versione aggiornata dell'F88.                       |
| M4                                    |          | Fucile d'assalto               | 5,56 × 45 mm NATO    | Stati Uniti       | Utilizzato dalle forze speciali.                    |
| M16                                   |          | Fucile d'assalto               | 5,56 × 45 mm NATO    | Stati Uniti       | Utilizzato per l'addestramento e dalla riserva.     |
| SIG MCX                               |          | Fucile d'assalto               | 5,56 × 45 mm NATO    | Stati Uniti       | Acquistati nel 2022.                                |
| Mitragliatrici                        |          |                                |                      |                   |                                                     |
| FN Minimi                             |          | Mitragliatrice leggera         | 5,56 × 45 mm NATO    | Belgio            | [ 16 ]                                              |
| Mk 48 Maximi                          |          | Mitragliatrice leggera         | 7,62 × 51 mm NATO    | Belgio            | [ 16 ]                                              |
| FN MAG                                |          | Mitragliatrice ad uso generale | 7,62 × 51 mm NATO    | Belgio            | [ 16 ]                                              |
| Browning M2                           |          | Mitragliatrice pesante         | 12,7 × 99 mm NATO    | Stati Uniti       | [ 21 ]                                              |
| Fucili di precisione                  |          |                                |                      |                   |                                                     |
| Accuracy International Arctic Warfare |          | Fucile di precisione           | 7,62 × 51 mm NATO    | Regno Unito       | [ 16 ]                                              |
| Blaser R93 Tactical                   |          | Fucile di precisione           | .338 Lapua           | Germania          | [ 16 ]                                              |
| SR-25                                 |          | Fucile di precisione           | 7,62 × 51 mm NATO    | Stati Uniti       | [ 20 ]                                              |
| Accuracy International AX-SR          |          | Fucile di precisione           | 7,62 × 51 mm NATO    | Regno Unito       | Acquistati nel 2022.                                |
| Heckler & Koch HK417                  |          | Designated marksman rifle      | 7,62 × 51 mm NATO    | Germania          | [ 16 ]                                              |
| Mk 14 EBR                             |          | Designated marksman rifle      | 7,62 × 51 mm NATO    | Stati Uniti       |                                                     |
| Accuracy International AW50F          |          | Fucile anti-materiale          | 12,7 × 99 mm NATO    | Regno Unito       | [ 16 ]                                              |
| Barrett M107                          |          | Fucile anti-materiale          | 12,7 × 99 mm NATO    | Stati Uniti       | Acquistati nel 2022.                                |
| Lanciagranate                         |          |                                |                      |                   |                                                     |
| SL40                                  |          | Lanciagranate                  | 40 mm                | Austria Australia | Prodotto su licenza da Lithgow Arms.                |
| M203                                  |          | Lanciagranate                  | 40 mm                | Stati Uniti       |                                                     |
| Mk 47 Striker                         |          | Lanciagranate automatico       | 40 mm                | Stati Uniti       |                                                     |
| Lanciarazzi                           |          |                                |                      |                   |                                                     |
| M72 LAW                               |          | Lanciarazzi anticarro          | 66 mm                | Stati Uniti       |                                                     |
| Carl Gustav                           |          | Cannone senza rinculo          | 84 mm                | Svezia            |                                                     |

### Artiglieria
| Modello      | Immagine  | Calibro   | Origine            | In servizio | Note                                                                            |
| Semoventi    | Semoventi | Semoventi | Semoventi          | Semoventi   | Semoventi                                                                       |
| ------------ | --------- | --------- | ------------------ | ----------- | ------------------------------------------------------------------------------- |
| AS9 Huntsman |           | 155 mm    | Corea del Sud      | 0           | 30 acquistati nel 2021 che saranno prodotti su licenza.                         |
| Obici        |           |           |                    |             |                                                                                 |
| M777A2       |           | 155 mm    | Regno Unito        | 48          | 35 acquistati nel 2008 e 19 nel 2012. 6 sono stati donati all'Ucraina nel 2022. |
| Mortai       |           |           |                    |             |                                                                                 |
| 81 mm F2     |           | 81 mm     | Regno Unito Canada |             | [ 21 ]                                                                          |
| M252A1       |           | 81 mm     | Stati Uniti        | 176         | 176 acquistati e in servizio dal 2019.                                          |

### Veicoli
| Modello                                 | Immagine     | Tipo                              | Origine               | In servizio  | Note |
| Carri armati                            | Carri armati | Carri armati                      | Carri armati          | Carri armati | Carri armati |
| --------------------------------------- | ------------ | --------------------------------- | --------------------- | ------------ | --- |
| M1 Abrams                               |              | Carro armato da combattimento     | Stati Uniti           | 59           | 59 M1A1 acquistati nel 2006 e in servizio dal 2007, 75 M1A2 SEPv3 acquistati nel 2022, con consegne previste a partire dal 2024. |
| Veicoli da combattimento della fanteria |              |                                   |                       |              | |
| ASLAV                                   |              | IFV                               | Canada Australia      | 253          | |
| Boxer                                   |              | IFV                               | Germania Paesi Bassi  | 25           | 211 ordinati e in consegna dal 2021, di cui 131 in versione Combat Reconnaissance Vehicle. I primi 25 sono stati prodotti in Germania mentre i restanti 186 saranno prodotti da Rheinmetall nel Queensland.                                                                                      |
| Veicoli trasporto truppe                |              |                                   |                       |              | |
| M113AS4                                 |              | APC                               | Stati Uniti           | 403          | Su 431 M113AS4 in servizio nel 2022, 28 sono stati donati all'Ucraina. |
| Thales Bushmaster                       |              | APC                               | Australia             | 980          | 1 052 acquistati nel 2005, 10 venduti alla Figi nel 2017, 15 donati all'Indonesia nel 2021 e 40 donati all'Ucraina nel 2022. |
| Thales Hawkei                           |              | Infantry Mobility Vehicle         | Australia             | 260          | 1 100 ordinati nel 2015. |
| Veicoli per usi speciali                |              |                                   |                       |              | |
| ASLAV-F                                 |              | Veicolo del genio                 | Canada Australia      | 15           | |
| JCB HMEE                                |              | Bulldozer corazzato               | Regno Unito           | 8            | |
| M88A2                                   |              | Veicolo corazzato da recupero     | Stati Uniti           | 13           | 7 acquistati nel 2007, 6 acquistati nel 2017 e altri 6 nel 2022. |
| ASLAV-R                                 |              | Veicolo corazzato da recupero     | Canada Australia      | 17           | |
| M1074 Joint Assault Bridge              |              | Veicolo gettaponte                | Stati Uniti           | 0            | 17 acquistati nel 2022. |
| AS10                                    |              | Veicolo da rifornimento munizioni | Corea del Sud         | 0            | 15 acquistati nel 2021 che saranno prodotti su licenza. |
| Husky Mark III                          |              | Veicolo per lo sminamento         | Sudafrica             | 12           | |
| DOK-ING MV-10                           |              | Veicolo per lo sminamento         | Croazia               | 8            | |
| M1150 Assault Breacher Vehicle          |              | Veicolo per lo sminamento         | Stati Uniti           | 0            | 29 acquistati nel 2022. |
| Veicoli utility                         |              |                                   |                       |              | |
| Supacat Extenda                         |              | Veicolo tattico                   | Regno Unito Australia | >31          | 31 Extenda consegnati nel 2011 e 89 Extenda Mk 2 acquistati nel 2014. |
| LARC 5                                  |              | Veicolo anfibio da trasporto      | Stati Uniti           | 15           | |
| Land Rover Perentie                     |              | Veicolo multiruolo                | Regno Unito Australia |              | |
| Mercedes-Benz Classe G                  |              | Veicolo multiruolo                | Germania              |              | In versione 4×4 per trasporto merci e personale e in versione 6×6 per trasporto merci, veicolo di comando, veicolo da sorveglianza e ricognizione, ambulanza e da posa di linee di comunicazione.                                                                                                |
| Autocarri                               |              |                                   |                       |              | |
| Rheinmetall MAN HX                      |              | Autocarro                         | Germania              | 2 536        | 2 536 camion medi e pesanti acquistati nel 2013 in versione protetta e non protetta, consegnati tra il 2016 e il 2020. Sono stati acquistati in versione da trasporto, da recupero, cisterna, gettaponte, d'opera, posto di comando, ponte di barche mobile e da posa di linee di comunicazione. |
| Imbarcazioni                            |              |                                   |                       |              | |
| LCM-8                                   |              | Landing Craft, Mechanized         | Stati Uniti           | 15           | |

### Missili
| Modello           | Immagine          | Tipo                             | Origine              | Note                                                                                            |
| Missili anticarro | Missili anticarro | Missili anticarro                | Missili anticarro    | Missili anticarro                                                                               |
| ----------------- | ----------------- | -------------------------------- | -------------------- | ----------------------------------------------------------------------------------------------- |
| AGM-114 Hellfire  |                   | Missile a guida laser            | Stati Uniti          | Lanciato da elicotteri.                                                                         |
| FGM-148 Javelin   |                   | Missile a guida infrarossa       | Stati Uniti          | [ 16 ]                                                                                          |
| Missili antiaerei |                   |                                  |                      |                                                                                                 |
| NASAMS            |                   | Sistema SAM a medio/corto raggio | Norvegia Stati Uniti | Ordinati nel 2019 e prodotti localmente da Raytheon Australia. Saranno installati sugli Hawkei. |
| RBS-70            |                   | Missile antiaereo a corto raggio | Svezia               | [ 24 ]                                                                                          |

## Basi dell'esercito
Il quartier generale operativo dell'esercito, il Land Command (Comando di Terra), è situato nella base di Victoria Barracks, a Sydney. Le tre brigate regolari sono situate nelle basi di Robertson Barracks (Darwin), Lavarack Barracks (Townsville) e Gallipoli Barracks (Brisbane).
Tra le altre importanti basi vi è l'Army Aviation Centre, vicino a Oakey, Queensland, l'Holsworthy Barracks, vicino a Sydney, la Lone Pine Barracks, a Singleton, Nuovo Galles del Sud, e la Woodside Barracks, vicino ad Adelaide, Australia Meridionale. L'Australian Special Air Service Regiment (SASR - Forze Speciali) ha base a Campbell Barracks, a Swanbourne, un sobborgo di Perth, Australia Occidentale.
A Pucknapunyal, a nord di Melbourne, vi è l'Australian Army's Combined Arms Training Center (centro di addestramento), il Land Warfare Development Centre e tre delle cinque principali accademie militari. Altre basi sono la Steele Barracks, a Sydney, la Keswick Barrack, ad Adelaide, e la Irwin Barracks, a Karrakatta vicino a Perth. Dozzine di centri per i riservisti sono dislocati in tutto il territorio nazionale.

### Pubblicazioni
- (EN) International Institute for Strategic Studies, The Military Balance 2022, Londra,  pp. 247-249.
- Giuliano Da Frè, L'esercito australiano, in X-tra' gli speciali di RID), n. 4, Chiavari, Giornalistica Riviera Soc. Coop.,  pp. 18-31.